# Народно читалище „Пробуда – 1910“
Народно читалище „Пробуда – 1910“ е читалище в село Алеково, община Алфатар, област Силистра.
Читалището е създадено през 1910 г. Библиотечният му фонд наброява 15 000 тома. То развива художествена самодейност. Към него работят фолклорна група, модерен балет, група за стари градски песни, развива и краеведческа дейност. В него е подредена музейна сбирка. Читалището е оборудвано с компютри и осигурява безплатен интернет по проект „Глобални библиотеки“.